# Alperton (Londres)
Pour la station de métro, voir Alperton (métro de Londres).
 (février 2025).
Si vous disposez d'ouvrages ou d'articles de référence ou si vous connaissez des sites web de qualité traitant du thème abordé ici, merci de compléter l'article en donnant les références utiles à sa vérifiabilité et en les liant à la section « Notes et références ».

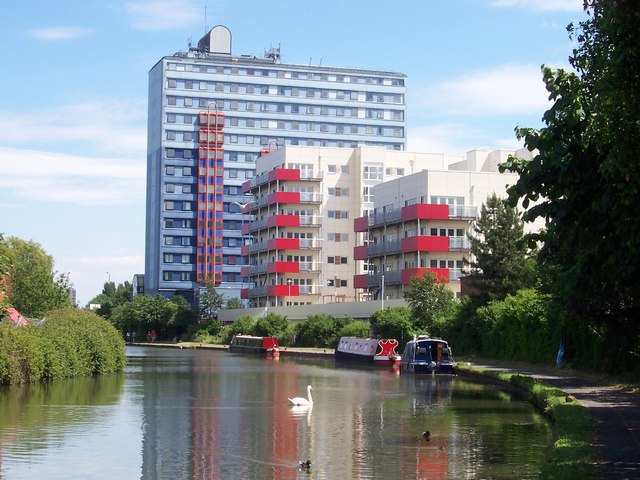
Middlesex House et Grand Union Apartments sur le Grand Union Canal

Alperton est un quartier du district de Brent, à Londres, au nord-ouest de la ville. Ce quartier se développe autour de Ealing Road, qui en est l'artère principale, et qui contient de nombreux restaurants indiens et pakistanais.
Le quartier est proche des stations de métro suivantes : Alperton, Wembley Park, Hanger Lane, Park Royal, Stonebridge Park.